# Archibald Montgomery-Massingberd
Archibald Armar Montgomery-Massingberd (Fivemiletown, 6 dicembre 1871 – Spilsby, 13 ottobre 1947) è stato un militare e nobile britannico.

## Biografia
Archibald Montgomery-Massingberd era figlio di Hugh de Fellenberg Montgomery, proprietario terriero e politico unionista dell'Ulster, e di sua moglie Mary Sophia Juliana May Maude. Egli venne educato alla Charterhouse School per poi passare alla Royal Military Academy, Woolwich e venire ammesso come sottotenente nella Royal Field artillery il 4 novembre 1891. Egli venne quindi posto in India a seguito di una batteria d'artiglieria nel 1892 e divenne tenente il 4 novembre 1894. Egli prestò servizio con la Royal Field Artillery durante la Seconda guerra boera e prese parte alla Battaglia di Magersfontein ed alla Battaglia di Paardeberg. Promosso capitano l'8 marzo 1900, venne menzionato in un dispaccio il 4 settembre 1901.
Dopo la guerra, Montgomery prestò servizio come capitano al Bulford Camp per poi frequentare lo Staff College, Camberley dal 1905 al 1906. Egli divenne quindi capitano dello staff dell'Ispettorato dell'Artiglieria da Capo ed a Cavallo nel 1907 e divenne ufficiale dello staff all'Aldershot Command nel 1908. Promosso Maggiore il 5 giugno 1909, venne nominato ufficiale dello staff generale all'Indian Army Staff College di Quetta in India dal 9 febbraio 1912.
Allo scoppio della prima guerra mondiale, nel luglio del 1914, Montgomery venne nominato ufficiale dello staff generale del British Expeditionary Force (BEF) in Francia. Egli venne nominato Capo dello Staff del IV Corps sempre in Francia nell'ottobre del 1914. Promosso Tenente Colonnello il 16 maggio 1915, divenne Capo dello Staff della Fourth Army del BEF nel febbraio del 1916, ruolo che, secondo il feldmaresciallo Sir Douglas Haig, dalla pianificazione della Battaglia della Somme nell'estate del 1916 aveva messo in evidenza la sua "grande abilità ed il suo futuro successo". Promosso al rango di Maggiore Generale il 1º gennaio 1917, egli ottenne anche il rango di Compagno dell'Ordine del Bagno per il suo servizio sul campo, il 1º gennaio 1918. Divenne effettivamente Deputato Comandante della Fourth Army (in vece del generale Sir Henry Rawlinson) negli ultimi mesi della grande guerra e giocò un ruolo importante nel successo della Battaglia di Amiens. Egli venne nominato Cavaliere Commendatore dell'Ordine di San Michele e San Giorgio per i suoi servizi militari in Francia e nelle Fiandre dal 1º gennaio 1919 ed ottenne anche la American Distinguished Service Medal per mano dello stesso presidente statunitense il 12 luglio 1919.
Montgomery venne nominato quindi Capo dello Staff del British Army of the Rhine a seguito della guerra e quindi fu Deputato Capo dello Staff Generale in India il 27 marzo 1920 prima di divenire General Officer Commanding del 53rd (Welsh) Division il 3 marzo 1922. Egli divenne General Officer Commanding della 1st Infantry Division a Aldershot il 4 giugno 1923 e, venendo avanzato al ruolo di Cavaliere Commendatore dell'Ordine del Bagno nei New Year Honours del 1925, venne promosso al grado di Tenente Generale il 16 marzo 1926. Dopo due anni a mezza paga, divenne General Officer Commanding del Southern Command il 17 giugno 1928. Promosso Generale il 1º ottobre 1930, venne nominato Adjutant-General to the Forces dal 1º marzo 1931 e venne nominato Aiutante di Campo Generale del re GiorgioV il 3 marzo 1931.
Egli venne nominato Chief of the Imperial General Staff nel febbraio del 1933. Tra i suoi principali successi di quell'epoca vi fu la meccanizzazione della cavalleria che andrà poi a formare la "Mobile Division". Malgrado questo, secondo Williamson e Millett, egli incontrò molte difficoltà nell'applicazione delle innovazione delle forze mecanizzate e decise di chiudere l'analisi delle performance della cavalleria nella prima guerra mondiale avviata dal suo predecessore, Lord Milne. Avanzato al rango di Cavaliere di Gran Croce dell'Ordine del Bagno in occasione dei King's Birthday Honours del 1934, venne nominato Feldmaresciallo il 7 giugno 1935. A seguito della morte di Giorgio V egli prese parte alla processione funeraria nel gennaio del 1936 e si ritirò nel marzo di quello stesso anno.
Fu Colonnello comandante del Royal Regiment of Artillery dal 19 novembre 1927, Colonnello Comandante del Royal Tank Corps dal 7 dicembre 1934, Colonnello Comandante del 20th Burma Rifles dal 5 aprile 1935, Colonnello Onorario del 46th (Lincolnshire Reserve) Anti-Aircraft Battalion dal 17 marzo 1937 e Colonnello COmandante della Royal Malta Artillery dall'11 maggio 1937.
Durante il periodo del ritiro fu Deputato Luogotenente e quindi Vice-Luogotenente del Lincolnshire. Durante la seconda guerra mondiale il Ministero dell'Aviazione britannico tentò di costruire un campo per esercitazioni aeree a Great Steeping nel Lincolnshire che si sarebbe dovuto estendere nelle terre di proprietà della moglie di sir Archibald, il che avrebbe significato la magnifica residenza di Gunby Hall. Egli si appellò personalmente a re Giorgio VI ed il ministero dovette rivedere il progetto, spostandolo a due miglia a sud di distanza rispetto al sito originario. Durante la Seconda guerra mondiale egli ebbe anche l'incarico di organizzare e reclutare i membri per la Home Guard del Lincolnshire per nove mesi. Sua grande passione fu l'equiazione. Morì nella sua residenza a Spilsby il 13 ottobre 1947.

## Famiglia
Archibald Montgomery-Massingberd sposò Diana Langton Massingberd nel 1896, e nell'ottobre del 1926 cambiò il proprio nome con licenza reale di moto da ottenere anche il cognome della moglie, quando lei ereditò le residenze e i terreni di famiglia (i riferimenti a "Montgomery-Massingberd" durante la prima guerra mondiale sono anacronistici); la coppia non ebbe figli. Il giornalista e genealogista Hugh Massingberd fu pronipote in maniera indipendente sia del feldmaresciallo che di sua moglie.